# Zeemuur

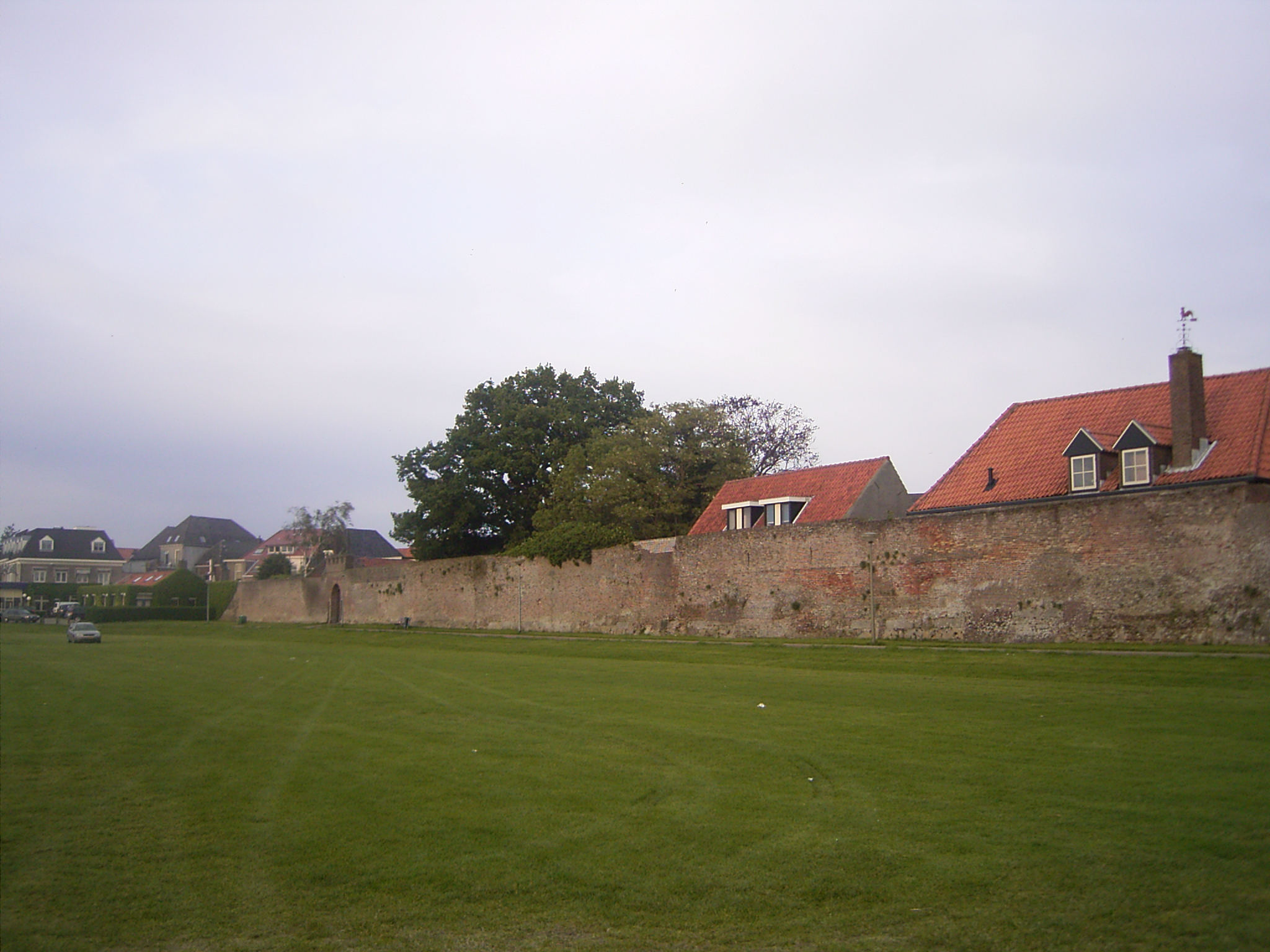
"Zeemuur" in Harderwijk. Het poortje links dateert uit 1913.

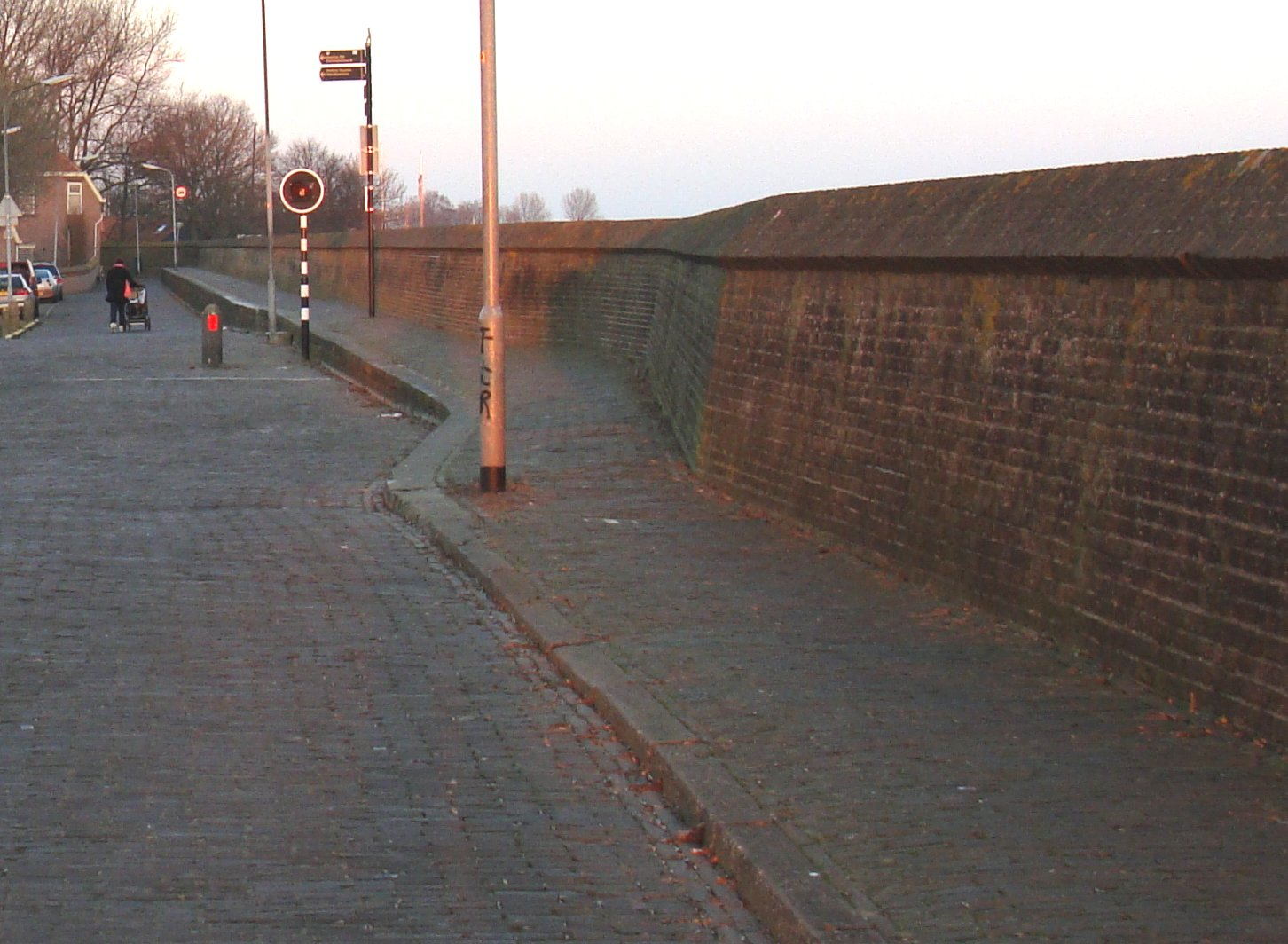
Zeemuur in Enkhuizen, van de stadszijde gezien.

Een zeemuur is een muur die (tevens) als waterkering dient, veelal in havensteden.
In Nederland treft men dergelijke muren onder andere:
- de Zeemuur in Enkhuizen;
- in Harderwijk;
- de Stenendijk bij Hasselt (Overijssel).